# Dunbar Barton

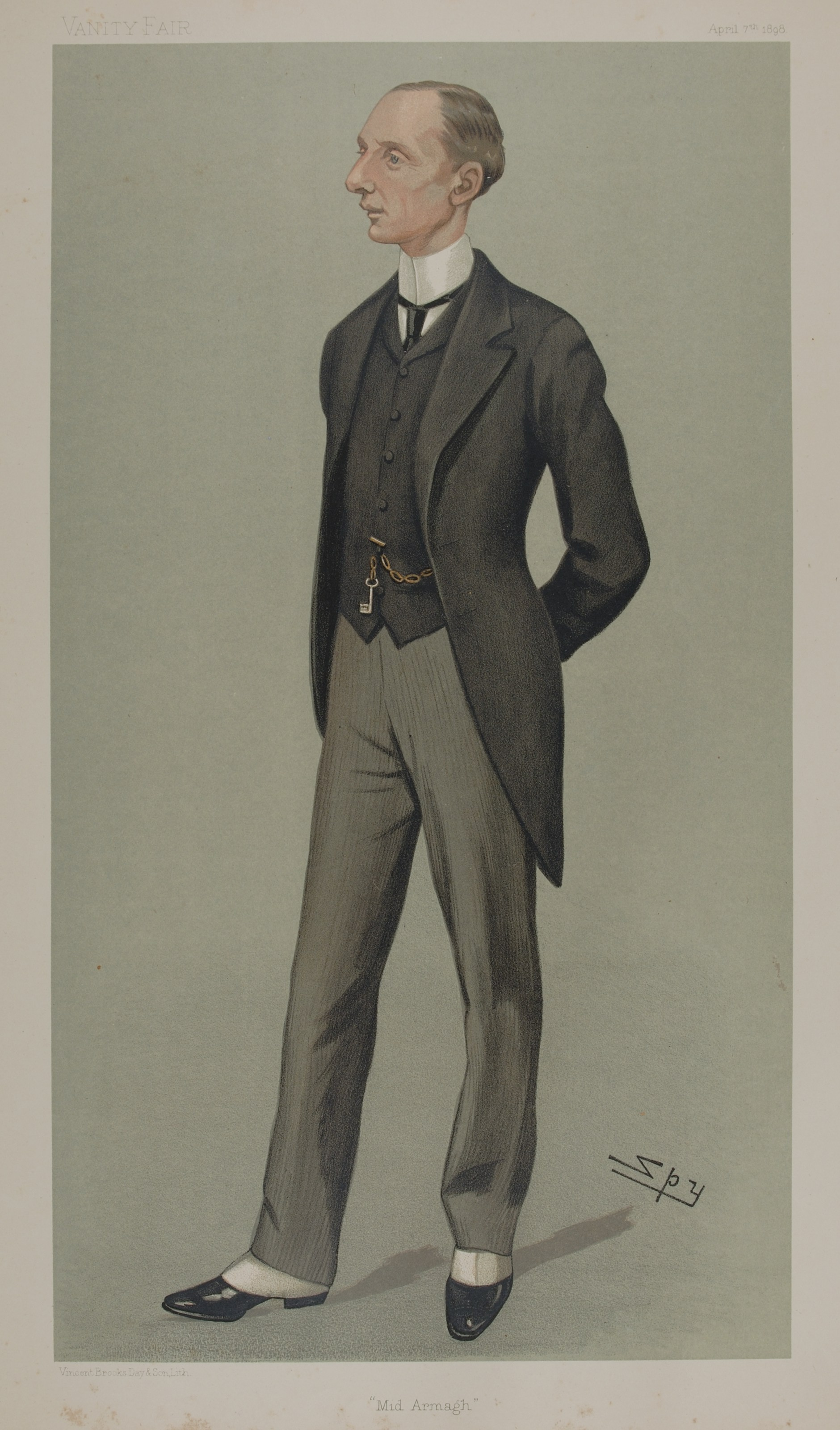
Dunbar Barton (Karikatur „Mid Armagh“ von Leslie Ward im Magazin „Vanity Fair“; 7. April 1898)

Sir Dunbar Plunket Barton, 1. Baronet, PC(I), QC (* 29. Oktober 1853 am Merrion Square, Dublin; † 11. September 1937 am Gray’s Inn Square, London) war ein britischer Jurist und Politiker der Irish Unionist Alliance, der unter anderem zwischen 1891 und 1897 Mitglied des Unterhauses (House of Commons) sowie von 1897 bis 1900 Solicitor General für Irland war. Danach war er zwischen 1900 und 1918 Richter der King’s Bench Division des Obergerichts von Irland (High Court of Justice of Ireland). 1918 wurde er als Baronet geadelt.

## Leben
Dunbar Plunket Barton war ein Sohn des Magistrats der Dublin Metropolitan Police (DMP) Thomas Henry Barton (1816–1878) und dessen Ehefrau Charlotte Plunket († 1918), Tochter von John Plunket, 3. Baron Plunket (1793–1871). Nach dem Besuch des renommierten 1572 gegründeten Harrow School absolvierte er ein Studium am Corpus Christi College der University of Oxford, welches er mit einem Master of Arts (M.A.) beendete. 1880 erhielt er von der irischen Anwaltskammer King’s Inns seine anwaltliche Zulassung als Barrister und daraufhin praktizierte als Rechtsanwalt und wurde 1889 in Irland zum Kronanwalt (Queen’s Counsel) (QC(I)) ernannt. 1893 erhielt er zudem von der Anwaltskammer (Inns of Court) von Gray’s Inn seine Zulassung als Rechtsanwalt in England und 1898 auch hier zum Queen’s Counsel berufen.
Nach dem Tod des bisherigen Wahlkreisinhabers Sir James Corry, 1. Baronet am 28. November 1891 wurde Barton für die Irish Unionist Alliance bei der erforderlichen Nachwahl (By-election) im Wahlkreis „Armagh Mid“ am 17. Dezember 1891 erstmals zum Mitglied des Unterhauses (House of Commons) gewählt und vertrat diesen nach seiner Wiederwahl bei der Unterhauswahl 1895 bis zu seinem Mandatsverzicht 1900 an, woraufhin sein Parteifreund John Lonsdale bei der Unterhauswahl am 1. Oktober 1900 zum neuen Abgeordneten gewählt wurde.

Wappen des Barton Baronet, of Fethard

Nach dem Ausscheiden von William Kenny aus der Regierung wurde Dunbar Barton 1897 als dessen Nachfolger in das Kabinett Salisbury III und bekleidete in diesem bis zu seiner Ablösung durch George Wright am 30. Januar 1900 das Amt als Solicitor General für Irland (Solicitor-General for Ireland). Nach seinem Ausscheiden aus Regierung und Parlament wurde er 1900 zunächst zum Richter an der für Common Law-Fällen und die Aufsichtsverantwortung über bestimmte untere Gerichte zuständige King’s Bench Division des Obergerichts von Irland (High Court of Justice of Ireland) ernannt und war im Anschluss zwischen 1904 und 1918 Richter an der für Wirtschaftsrecht, Kartellrecht, Testamentsrecht und Grundstücksrecht zuständigen Chancery Division dieses Obergerichts. Er engagierte sich zudem von 1909 bis zu seinem Tod 1937 als Mitglied des Senats der National University of Ireland (NUI). Am 28. Januar 1918 ihm in der Baronetage of the United Kingdom der erbliche Adelstitel eines Baronet, of Fethard in the County Tipperary, verliehen. Er wurde des Weiteren 1919 zum Mitglied des Privy Council für Irland (PC(I)) ernannt, eine Institution, die gemeinsam mit dem Lord Lieutenant of Ireland, die formelle Exekutivgewalt ausübte. Er wurde ferner 1920 als Trustee der Irischen Nationalbibliothek und war 1922 Schatzmeister der Anwaltskammer von Gray’s Inn. Er verfasste unter anderem eine Trilogie über den französischen Maréchal d’Empire Jean Baptiste Bernadotte (1763–1844) und späteren König von Schweden Karl XIV. Johann, die 1936 auch in der deutschen Übersetzung erschien, und eine Sammlung mit Memoiren und Anekdoten des irischen Politikers Timothy Michael Healy, der zwischen 1922 und 1927 erster Generalgouverneur des Irischen Freistaates war.
Aus seiner am 5. Oktober 1900 geschlossenen Ehe mit Mary Tottenham Manly († 1928) ging der Sohn Dunbar Patrick Barton (1901–1929) hervor. Da dieser somit vor seinem Vater verstarb, erlosch mit dem Tod von Dunbar Barton am 11. September 1937 der Titel des Baronet, of Fethard.

## Veröffentlichungen
- Bernadotte. The first phase, 1763–1799. 1914.
- Links between Ireland and Shakespeare. 1919.
- Bernadotte and Napoleon, 1763–1810. 1921.
- The story of our Inns of court. 1924, Nachdruck 2000.
- Bernadotte, prince and king, 1810–1844. 1925.
- Links between Shakespeare and the law. 1929.
- The amazing career of Bernadotte. 1929.
- Timothy Healy. Memories and anecdotes. 1933.

in deutscher Sprache
- Bernadotte, französischer Grenadier und König von Schweden, 1763–1844. 1936.